# Foreauella
Foreauella là một chi rêu trong họ Sematophyllaceae.